# The Royal Box
The Royal Box è un cortometraggio muto del 1914 diretto da Oscar Eagle.
La sceneggiatura del film si basa sul lavoro teatrale The Royal Box di Charles Coghlan. La commedia, ambientata a Londra, fu presentata in prima a Broadway il 21 dicembre 1897, venendo in seguito ripresa varie volte fino al 1928

## Produzione
Il film fu prodotto dalla Selig Polyscope Company.

## Distribuzione
Distribuito dalla General Film Company, il cortometraggio uscì nelle sale cinematografiche statunitensi nel maggio 1914.